# Ron Ellis (basketballer)
Ron Ellis (Monroe, 18 september 1968) is een Amerikaans-Belgisch voormalig basketballer.

## Carrière
Ellis speelde eerst op juniorcollege voor de Tyler Junior College Appaches. Hij speelde twee jaar voor Tyler JC en ging daarna naar Louisiana Tech Bulldogs waar hij ook twee seizoenen speelde. In 1992 werd hij als 49e gekozen in de tweede ronde door de Phoenix Suns in de NBA-draft. Hij speelde uiteindelijk nooit voor de Phoenix Suns of in de NBA. Hij tekende in 1992 bij de Fort Wayne Fury uit de CBA en later dat seizoen bij de Rochester Renegade.
In 1993 tekende hij een contract bij Spirou Charleroi in de Belgische competitie waar hij bleef spelen tot in 1999 en vier opeenvolgende landstitels (1996, 1997, 1998 en 1999) veroverde en twee landsbekers (1996 en 1999). Hij tekende in 1999 bij het Griekse GS Iraklis BC waar hij een seizoen speelde. In 2000 tekende hij opnieuw bij Spirou Charleroi en speelde er tot in 2004 en won twee keer de landstitel (2003 en 2004) en twee keer de beker (2002 en 2003).
In 2004 tekende hij voor een seizoen bij RB Antwerpen en daarna nog twee seizoenen bij Liège Basket.
Van 2000 tot 2003 speelde hij voor de nationale ploeg van België.

## Privéleven
Zijn zoon Nashaun Ellis werd ook een basketballer.

## Erelijst
- Belgisch landskampioen: 1996, 1997, 1998, 1999, 2003, 2004
- Belgisch bekerwinnaar: 1996, 1999, 2002, 2003